# Палмарис-Паулиста
Палмарис-Паулиста (порт. Palmares Paulista) — муниципалитет в Бразилии, входит в штат Сан-Паулу. Составная часть мезорегиона Сан-Жозе-ду-Риу-Прету. Входит в экономико-статистический микрорегион Катандува. Население составляет 9262 человека на 2006 год. Занимает площадь 82,228 км². Плотность населения — 112,6 чел./км².
Праздник города — 8 ноября.

## История
Город основан 28 марта 1964 года.

## Статистика
- Валовой внутренний продукт на 2003 составляет 48.777.121,00 реалов (данные: Бразильский институт географии и статистики).
- Валовой внутренний продукт на душу населения на 2003 составляет 5.490,45 реалов (данные: Бразильский институт географии и статистики).
- Индекс развития человеческого потенциала на 2000 составляет 0,765 (данные: Программа развития ООН).